# Bescheider Mühle
Die Bescheider Mühle (auch Bescheidermühlen) ist eine ehemalige Mahl- und Sägemühle, zeitweise auch eine Ölmühle, im Tal der Kleinen Dhron bei Bescheid (Hunsrück) im Landkreis Trier-Saarburg, Rheinland-Pfalz.
Das Anwesen umfasste neben dem Mühlengebäude bis Oktober 2024 das Hotel und Restaurant Bescheidermühle mit einem Gästehaus.

## Lage
Die Bescheider Mühle liegt an der Landesstraße 148, die von Reinsfeld/Hochwald nach Trittenheim/Mosel führt sowie an dem Premium-Wanderweg Rockenburger Urwaldpfad und an dem Wanderweg Großer Rundweg (GR) um den Osburger Hochwald herum.
Oberhalb der Mühle liegt an der Kleinen Dhron die ehemalige Waldmühle Beuren-Prosterath und unterhalb liegt auf der Gemarkung Naurath (Wald) die ehemalige Steinesmühle (Robertmühle), das heutige Anwesen Rüssels Landhaus St. Urban.

## Geschichte
Im Jahr 1030 wurde eine Mühle in Bescheid erstmals urkundlich erwähnt.
Namentlich bekannte Müller waren:
- Bartholomees von Rockenburch, 1528
- Johann Lichtenthal, 1741–1758
- Johann Nikolaus Staud, 1758–1769
- Matthias Ahl, 1769–1772
- Eberhard Kreimer, 1772–1795
- Familie Paulus, ab 1795
- Johann Robert kaufte 1850 die Mühle, dann Familienbesitz.

Im Jahr 1843 lebten in der Mühle sechs Einwohner.
Johann Robert stammte von der Herrgottsmühle (Morscheider Mühle) bei Morscheid/Ruwertal. Im Volksmund trägt die Bescheider Mühle auch den Namen Herrgottsmühle.
Im Jahre 2016 wurde das Anwesen von David Kündgen übernommen.